# Ловозеро (село)
Лово́зеро (кильд. саам. Луяввьр) — село в Мурманской области. Административный центр Ловозерского района и сельского поселения Ловозеро. Второй по численности населения, после посёлка Ревда, населённый пункт района.

## Название
Кильдинско-саамское название села Луявьр-сыййт (также Лойъяврсийт) происходит от названия озера Луяввьр (от я̄ввьр — «озеро») и слова сыййт — «село». 

## История
Поселения вокруг оз. Ловозеро известны со времен неолита. Официально считается, что впервые Ловозерский сиййт упоминается в 1574 г., в Писцовой книге Василия Агалина, точнее в цитате из неё, содержащейся в Писцовой книге Алая Михалкова 1607–1611 гг.. Село расположено на обоих берегах небольшой реки Вирма, неподалёку от озера Ловозеро. Ближайшая железнодорожная станция Оленегорск, в 80 км западнее села.
Село Ловозеро является центром культурной жизни саамов России, коренной народности Мурманской области. В селе проводятся различные саамские праздники и фестивали, в том числе международные, его часто называют «столицей русской Лапландии».
В селе находится правление Общественной организации саамов Мурманской области (ООСМО).
Основное предприятие — сельскохозяйственный оленеводческий кооператив «Тундра». Большое значение для жителей села имеют рыболовство и охота, а также сбор морошки.
17 апреля 1929 года создан Ловозерский ансамбль песни и танца «Луявър», первым руководителем и организатором которого был Николай Дмитриевич Юшкевич.

## Климат
| Показатель              | Янв.  | Фев.  | Март | Апр. | Май | Июнь | Июль | Авг. | Сен. | Окт. | Нояб. | Дек. | Год  |
| ----------------------- | ----- | ----- | ---- | ---- | --- | ---- | ---- | ---- | ---- | ---- | ----- | ---- | ---- |
| Средняя температура, °C | −12,8 | −12,6 | −7,8 | −1,9 | 3,9 | 9,8  | 13,6 | 11,1 | 6,5  | 0,1  | −6,5  | −9,5 | −0,5 |
| Норма осадков, мм       | 26    | 25    | 29   | 30   | 40  | 63   | 74   | 63   | 53   | 47   | 29    | 30   | 509  |
| Источник: ,             |       |       |      |      |     |      |      |      |      |      |       |      |      |

## Население
| 1939  | 1959  | 1970  | 1979  | 1989  | 2002  | 2010  |
| ----- | ----- | ----- | ----- | ----- | ----- | ----- |
| 824   | ↗2330 | ↗3463 | ↘3397 | ↗3638 | ↘3141 | ↘2871 |
| 2021  |       |       |       |       |       |       |
| ↘2110 |       |       |       |       |       |       |

Численность населения, проживающего на территории населённого пункта, по данным Всероссийской переписи населения 2010 года составляет 2871 человек, из них 1381 мужчин (48,1 %) и 1490 женщин (51,9 %).
В селе имеется около ста чисто саамских семей, а также около трёхсот, в которых хотя бы один член семьи является саамом.

## Инфраструктура
- Музей истории кольских саамов — территориальный отдел Мурманского областного краеведческого музея, на базе которого существует фольклорный коми-ансамбль «Ижма»[18].
- Колхоз «Тундра». Организован 27 марта 1928 года как первый в поселке Ловозеро колхоз «Лопарь», преобразованный в июле 1928 года в артель «Опыт», а в 1930 году в колхоз «Тундра»[19].

## Транспорт
До Ловозера можно добраться автобусом из Ревды, которая, в свою очередь, связана автобусами с Оленегорском (где имеется ближайшая к Ловозеру железнодорожная станция) и Мурманском. Существуют перевозчики, выполняющие рейсы из самого Мурманска или от железнодорожной станции в Оленегорске. От последней возможно также доехать до села на такси.
В самом Ловозере есть аэропорт, используемый для связи с отдалёнными сёлами Ловозерского района (Краснощелье, реже — Каневка, Сосновка и другие).

## СМИ
В селе выходит газета «Ловозерская правда». 

## Галерея

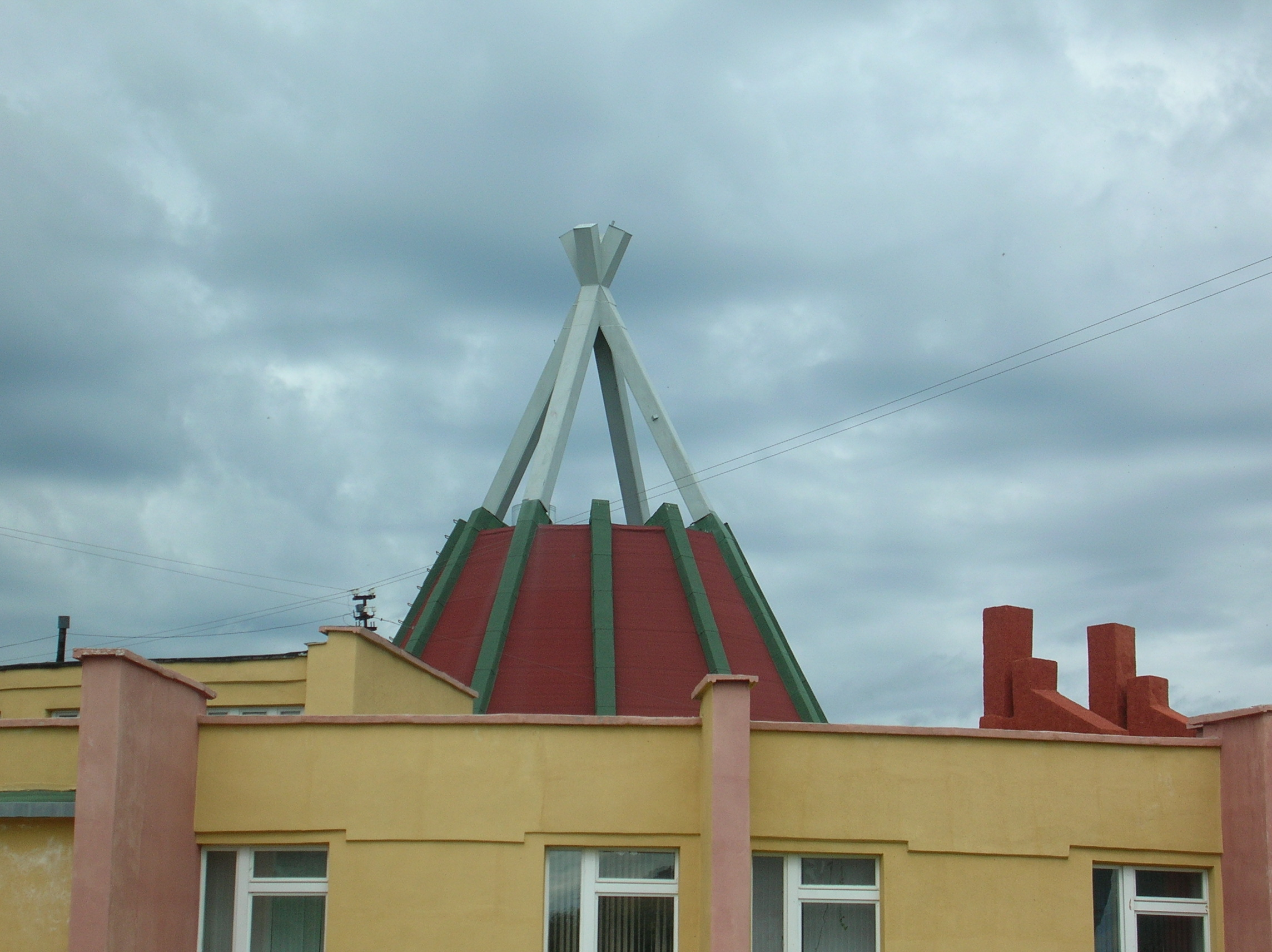
Саамский национальный культурный центр
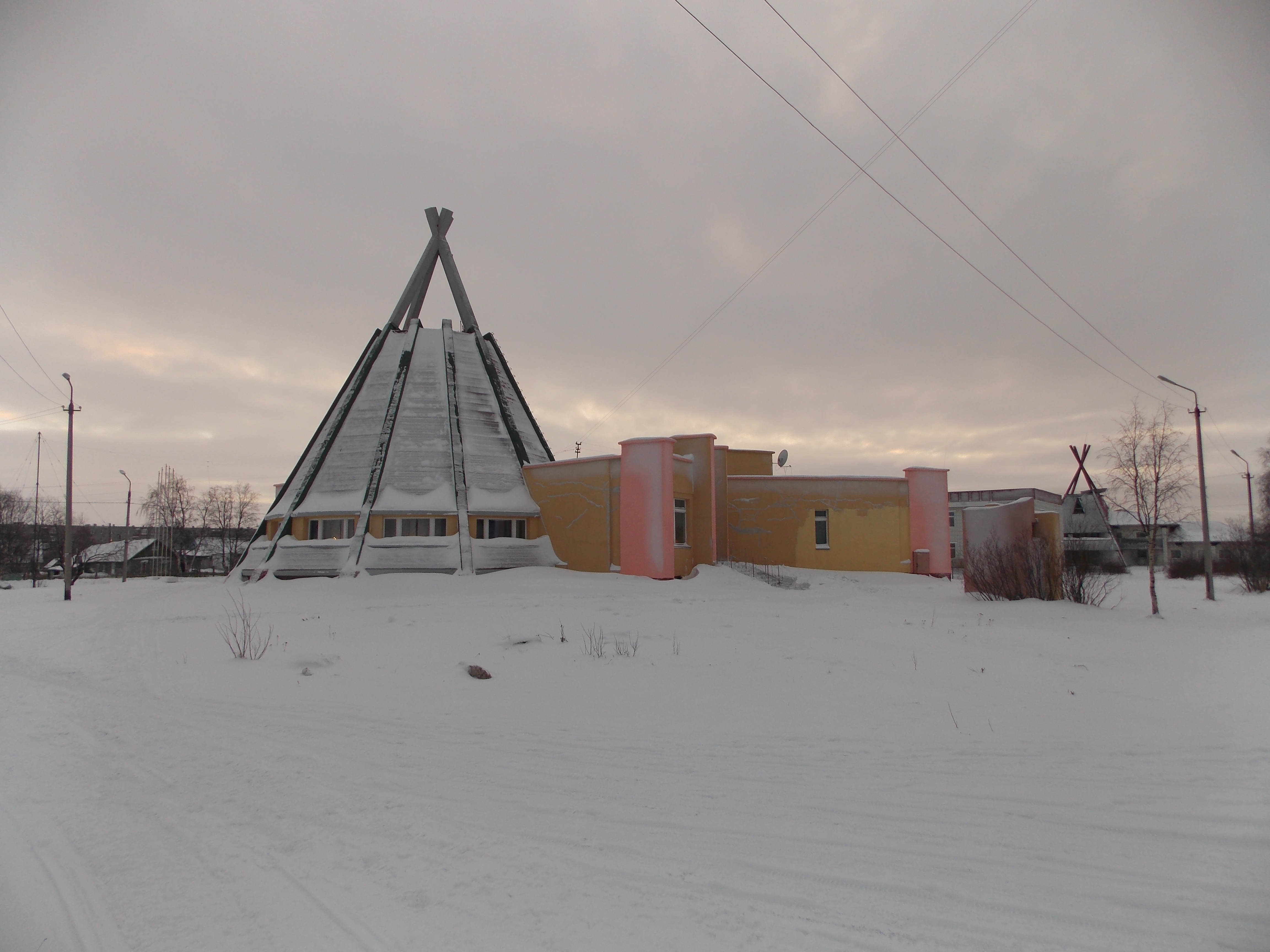
Саамский центр
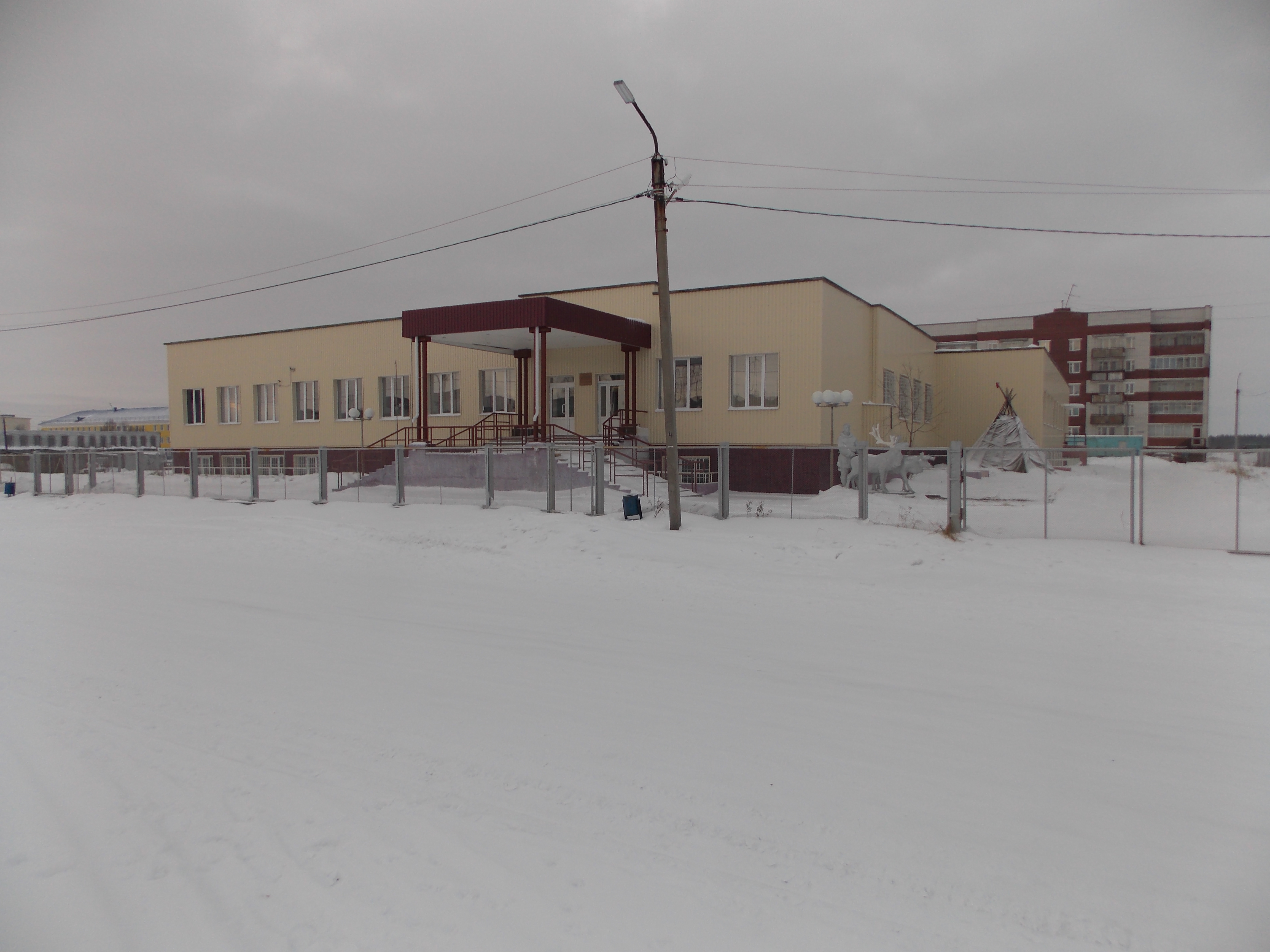
Здание оленеводческого колледжа
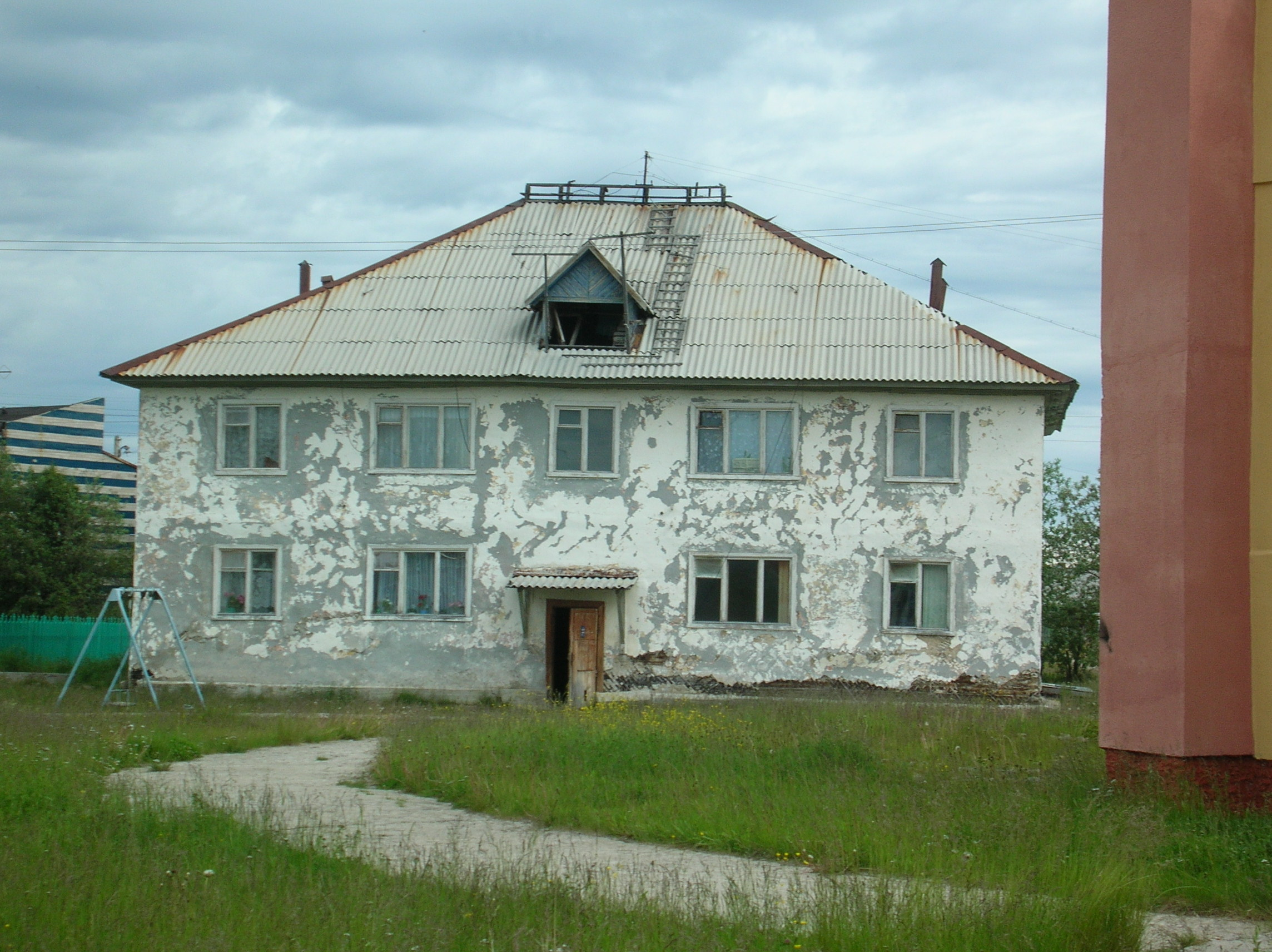
Здание рядом с культурным центром.
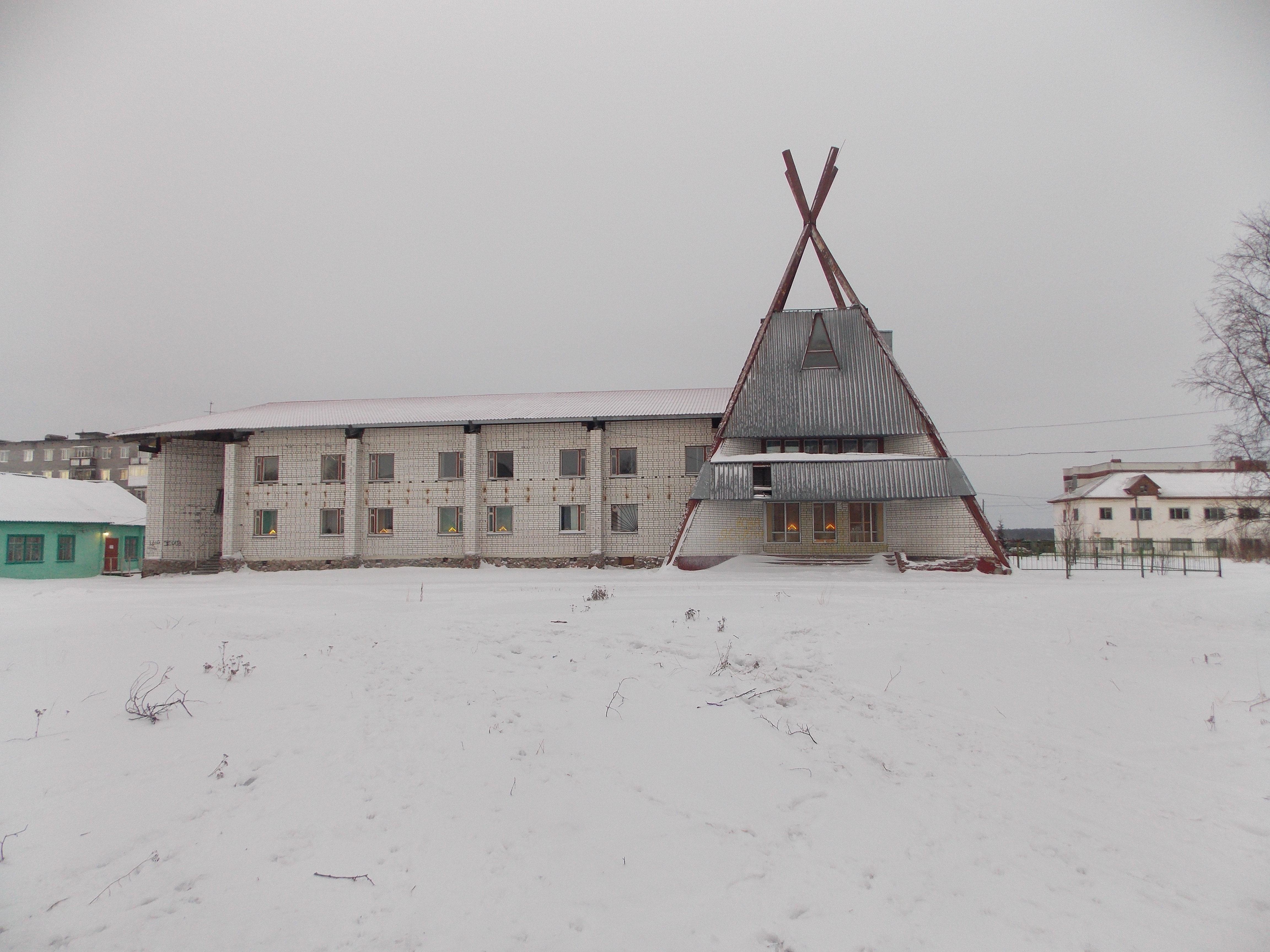
Здание гостиницы
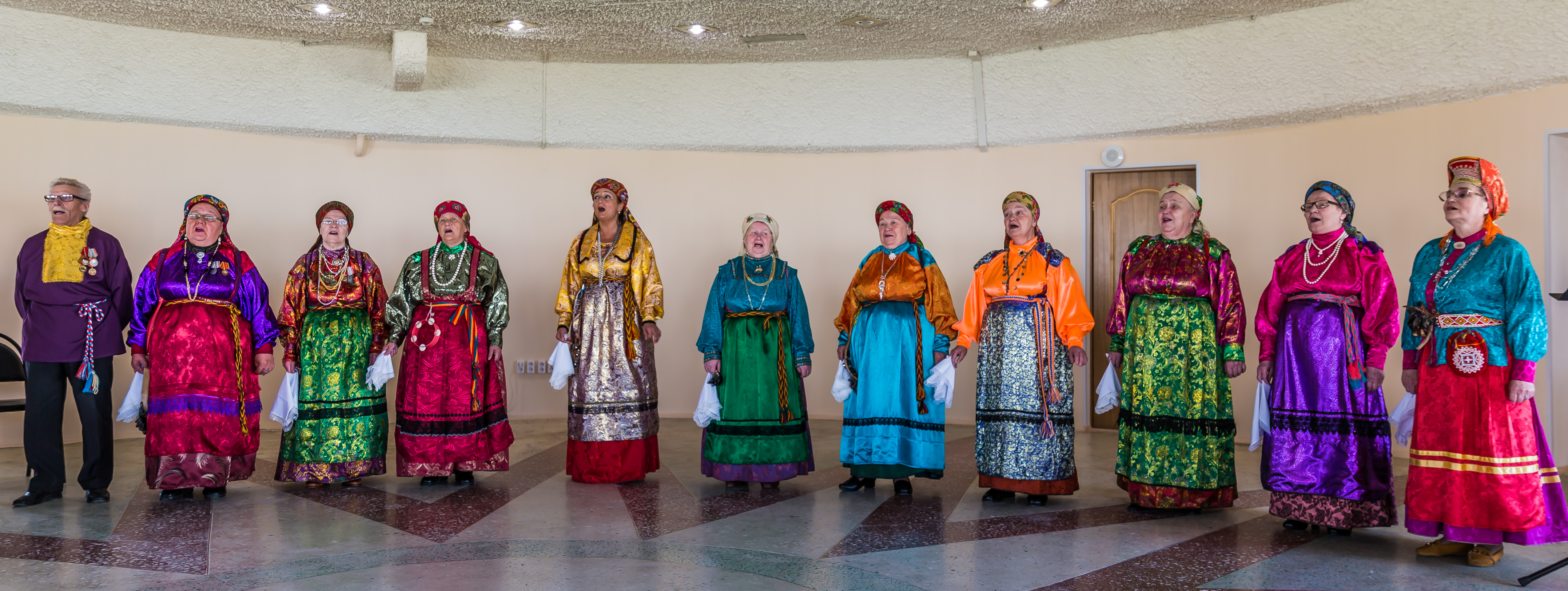
Хор в Национальном Культурном Центре, Ловозеро
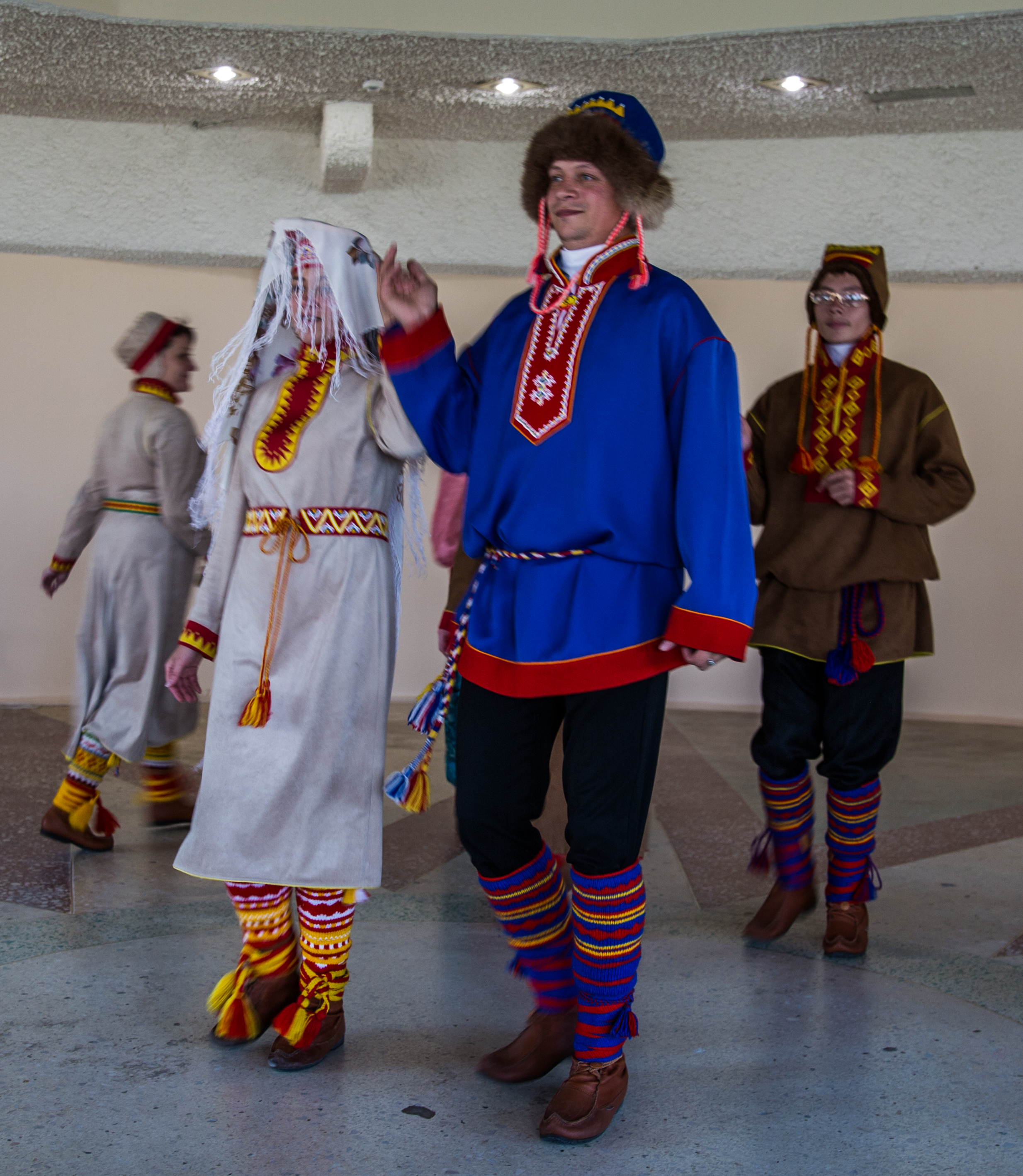
Саамские народные костюмы, Ловозеро
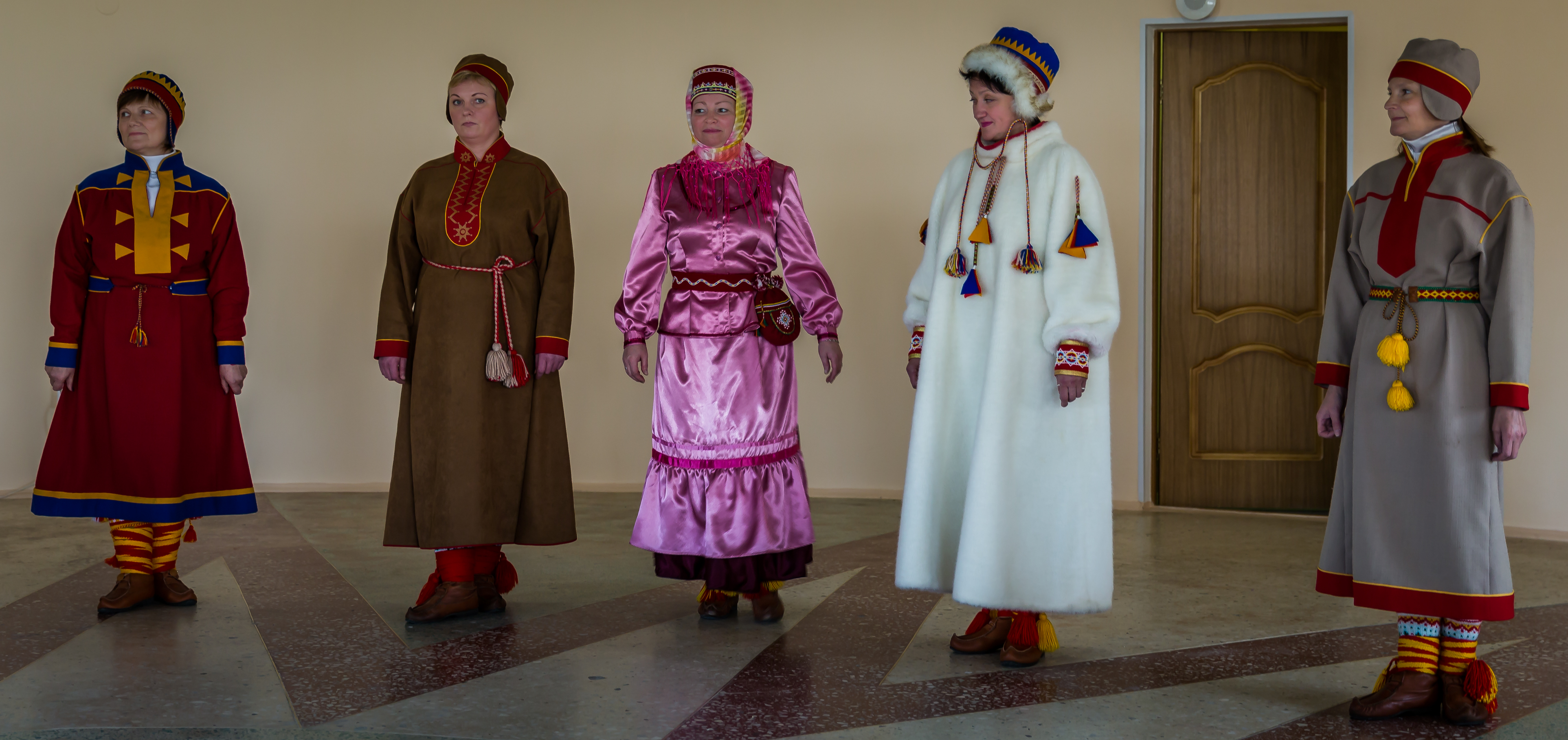
Саамские народные костюмы, Ловозеро

## Известные жители
- Анна Сергеевна Белая — российская лыжница, мастер спорта.
- Александра Андреевна Антонова — саамская писательница, поэтесса, переводчик; исследователь фольклора; автор книг Са̄мь букварь (1982), Пӣрас (2004) и других.

## Города-побратимы
- Йокмокк[20]
- Карасйок[21][22]